# Pachytodes longipes
Pachytodes longipes là một loài bọ cánh cứng trong họ Cerambycidae.